# Христу, Янис
Янис Христу (Хогатов) (греч. Γιάννης Χρήστου; 8 января 1926, Гелиополь, Египет — 8 января 1970, Афины, Греция) — греческий композитор и пианист.

## Биография
Родился (по разным источникам) в Каире, Александрии или Никосии в семье Элефтериоса Христу (Eleutherios Christou), греческого промышленника и производителя шоколада, и киприотки Лилики Тавернари (Lilika Tavernari). Обучался в Английской школе Александрии, где и брал первые уроки игры на фортепиано.
В 1948 году получил степень магистра философии после занятий под руководством Людвига Витгенштейна и Бертрана Рассела в Кембридже.
В то же время обучался музыке под руководством австрийского композитора Ханса Редлиха, а с 1949 года занимался инструментовкой в Риме под руководством итальянского композитора Анджело Франческо Лаваньино.
В 1951 году возвратился в Александрию, в которой в 1961 году женился на Терезии Хореми (Theresia Horemi).
В 1969 году организовал Международный фестиваль современной музыки в Хиосе.
Погиб в 44 года в автокатастрофе в Афинах.
Музыкальный стиль Яниса Христу на протяжении его творческого пути менялся, постепенно эволюционировав от умеренного модернизма с элементами тональности (например, в Первой симфонии, 1949—1950) к атональному мышлению (например, Токката для фортепиано с оркестром, 1962). В большинстве поздних сочинений разрабатывается тема архаических сакральных культов, используются элементы перформанса и инструментального театра (уничтожение скрипки в «Мистерионе», 1965—1966), нетрадиционные приёмы игры на музыкальных инструментах, актёрская декламация, голосовые эффекты на грани эпатажа и китча — всё для создания атмосферы магического ритуализированного действа.

## Сочинения
- симфония № 1 (1949-50)
- симфония № 2 (1957-58)
- симфония № 3 (1962)
- «Музыка-феникс» («Phoenix Music») для оркестра (1949)
- «Латинская литургия» («Latin Liturgy») (1953)
- «Шесть песен на стихи Т. С. Элиота» для меццо-сопрано с фортепиано (1955) или оркестром (1957)
- опера-оратория «Гильгамеш» (1958)
- Токката для фортепиано с оркестром (1962)
- музыка к трагедии «Прикованный Прометей» Эсхила (1963)
- «Языки пламени (оратория Пятидесятницы)» («Tongues of Fire (a Pentecost oratorio)») (1964)
- «Персы» («Persians»), музыка к драме Эсхила (1965)
- «Агамемнон» («Agamemnon») (1965)
- «Enantiodromia» (1965-68)
- музыка к комедии «Лягушки» Аристофана (1966)
- «Мистерион» («Mysterion») для оркестра, магнитофонной ленты, хора и солистов (1965-66)
- «Praxis for 12» для 11 струнных и управляющего ими пианиста (1966)
- «Anaparastasis I (The baritone)» (1968)
- «Anaparastasis III (The pianist)» (1968)
- музыка к трагедии «Царь Эдип» Софокла / Oedipus Rex (1969)
- опера «Орестея» («Oresteia», неоконченная) (1967-70)